# 56.com
56.com（我楽網、簡体字: 我乐网、繁体字: 我樂網、がらくもう）は、捜狐傘下の广州市千钧网络科技有限公司が運営する中華人民共和国の動画共有サイトである。

## 歴史
2005年4月に誕生し、2005年10月から動画共有を開始した。2007年8月には、動画数は5000万、1日あたりの利用者数は2500万人となっている。
2008年、百度の調査によると、中国の動画共有サイト内での人気はTudou（土豆網）に続く2位だった。
2011年、人人公司の子会社となる。
2014年10月、捜狐の子会社となり、同じ動画配信サービスのSohu TV（搜狐视频）と統合。動画投稿機能は残っているが、動画コンテンツはSohu TVのものである。